# Ádám Nádasdy
Pour les articles homonymes, voir Nádasdy.
Dans le nom hongrois Nádasdy Ádám, le nom de famille précède le prénom, mais cet article utilise l’ordre habituel en français Ádám Nádasdy, où le prénom précède le nom.
Ádám Nádasdy, né le 15 février 1947 à Budapest, est un linguiste et poète hongrois. Il est professeur émérite du département de linguistique anglaise de l'université Loránd Eötvös de Budapest. Il est spécialisé entre autres en morphophonologie, en linguistique historique anglaise et germanique, ainsi qu'en études médiévales anglaises et en littérature yiddish.